# Adhemarius gagarini
Espèce
 Adhemarius gagarini est une espèce de lépidoptères (papillons) de la famille des Sphingidae, de la sous-famille des Smerinthinae, de la tribu des Ambulycini.

## Distribution
Natif du Sud-Est du Brésil, présent au Venezuela et en Guyane.

## Description
L'enverure est de 107 mm pour le mâle et de 117 mm pour la femelle. L’aspect est très proche  d’Adhemarius gannascus. Les deux espèces diffèrent par la forme de la marque sous-apicale sur la côte antérieure. Chez Adhemarius gannascus, cette marque est une lunule étroite en forme de virgule, alors que chez Adhemarius gagarini, elle est largement trapézoïdale, de forme similaire à celle de Adhemarius ypsilon (Haxaire, 1986).

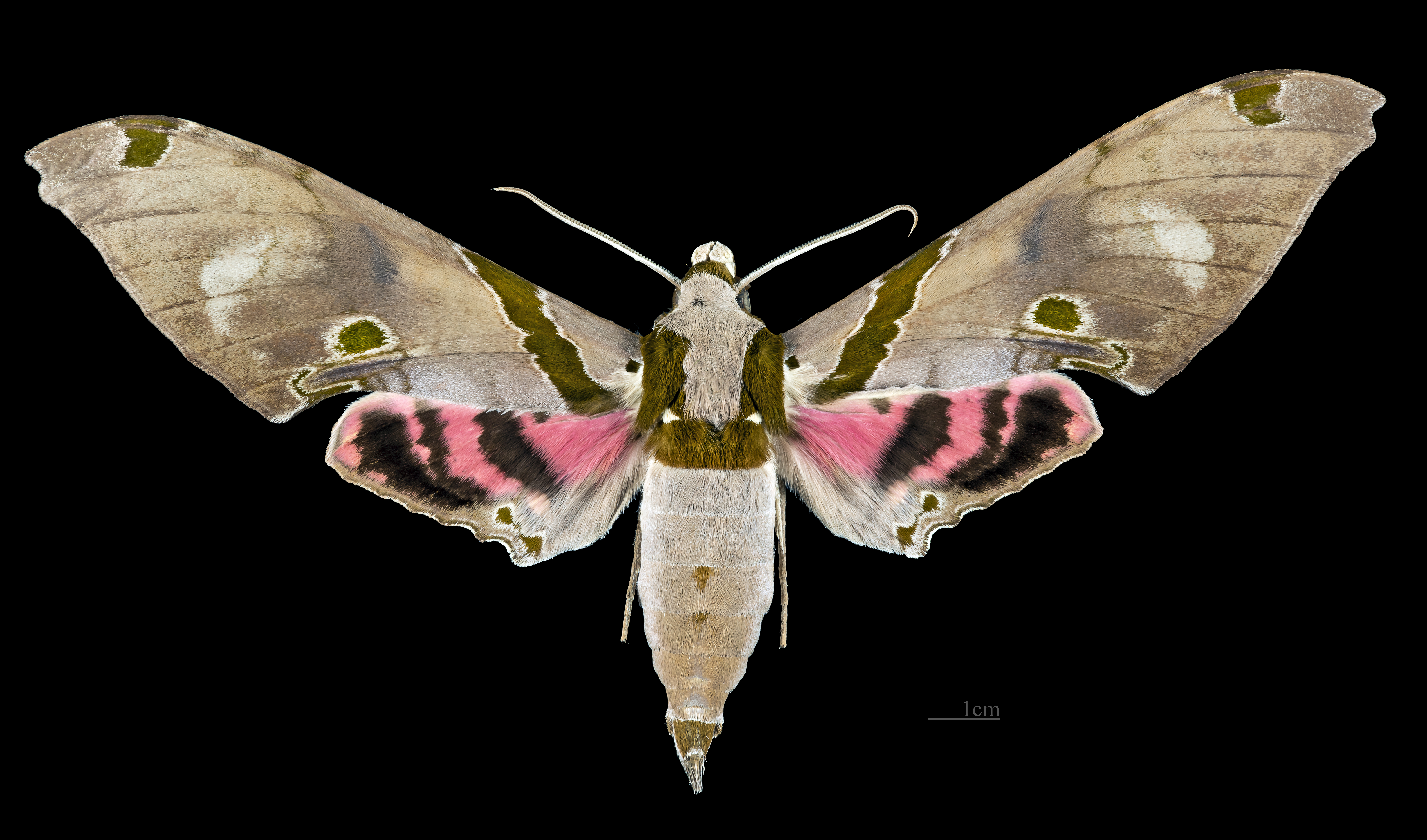
Avers du mâle (coll.MHNT)
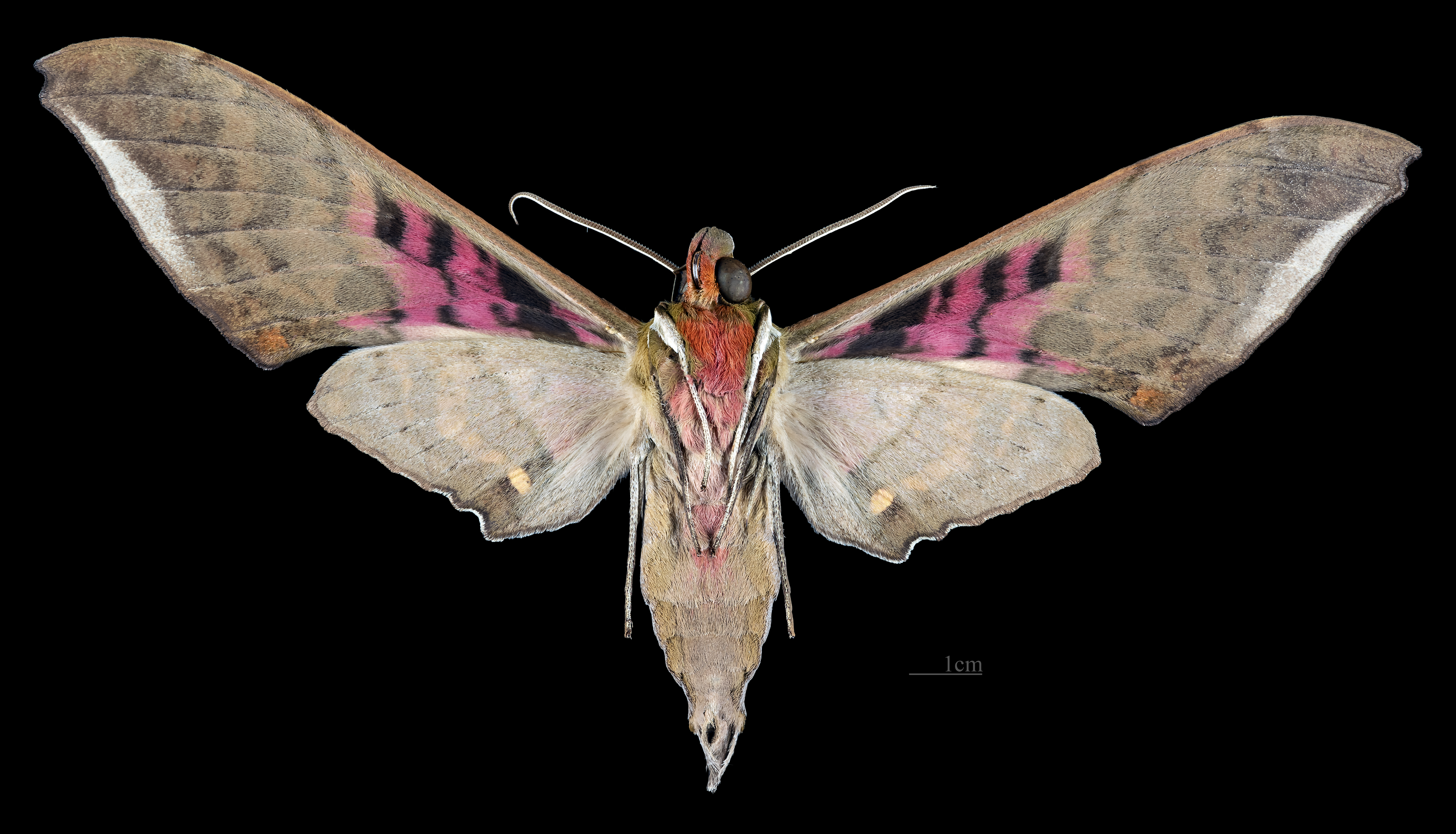
Revers du mâle (coll.MHNT)
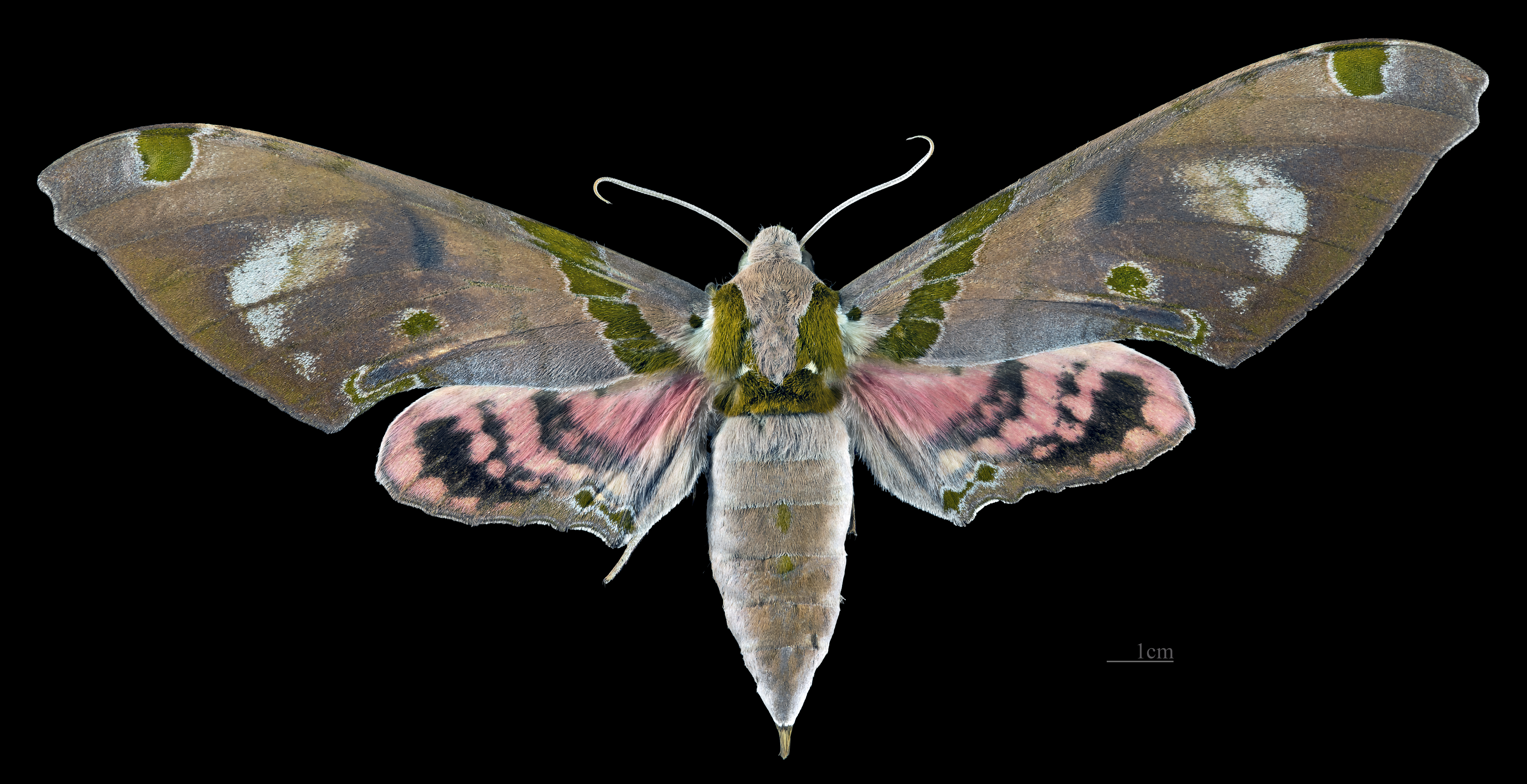
Avers de la femelle (coll.MHNT)
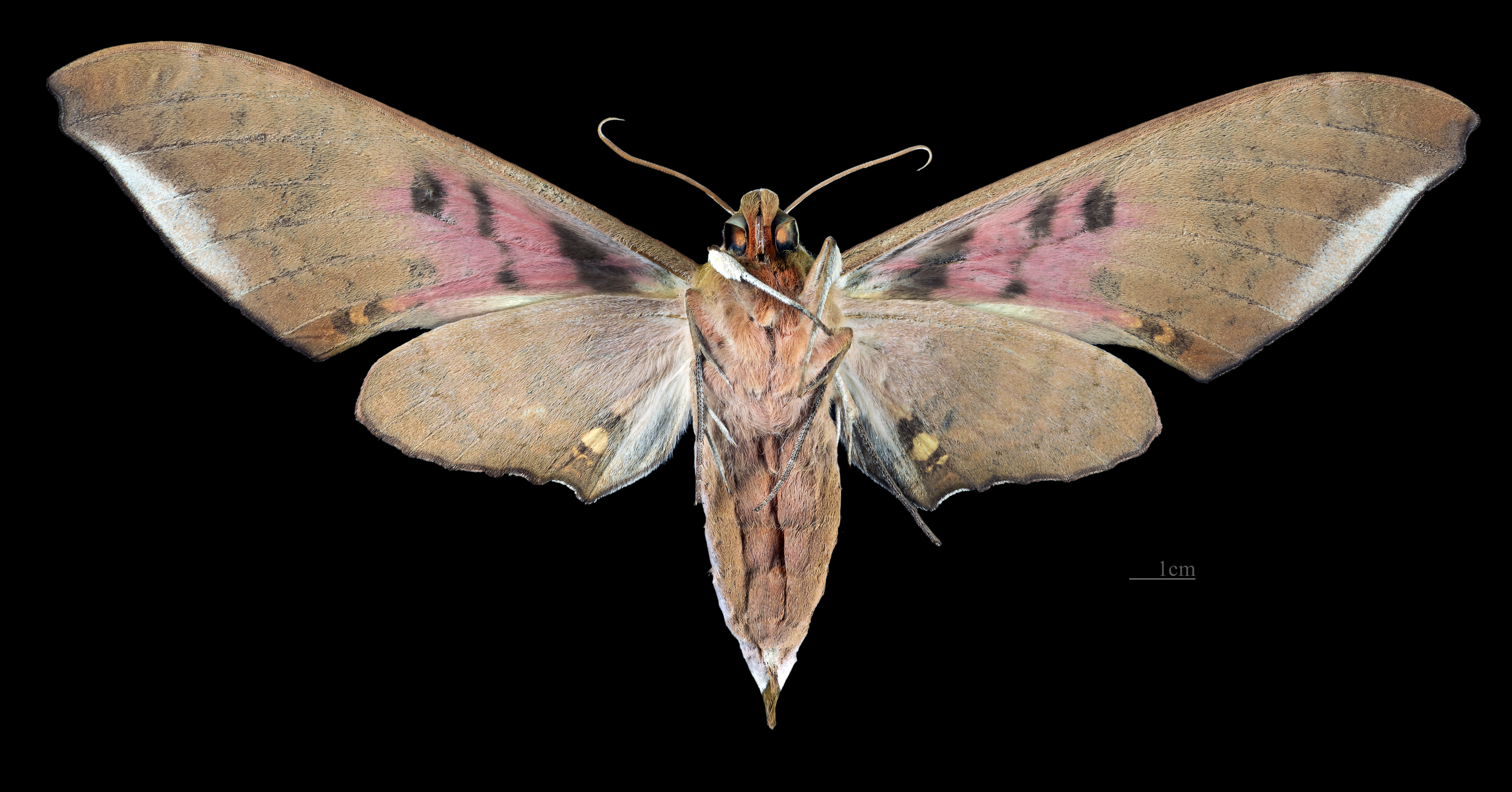
Revers de la femelle (coll.MHNT)

## Systématique
L'espèce Adhemarius gagarinia été décrite par l'entomologiste brésilien Jose Francisco Zikán, en 1935, sous le nom initial d’Amplypterus gagarini.

### Synonymie
- Amplypterus gagarini Zikán, 1935 Protonyme